# Mistrzostwa Polski w Podnoszeniu Ciężarów Mężczyzn 2008
78. edycja Mistrzostw Polski w podnoszeniu ciężarów mężczyzn odbyła się w dniach 28-29 czerwca 2008 roku w Zakliczynie. W imprezie nie wystartowało dwóch czołowych sztangistów Polski: w kategorii 94 kg ze względu na kontuzję kolana nie wystąpił Szymon Kołecki oraz w kategorii powyżej 105 kg Paweł Najdek (choroba).
W klasyfikacji klubów zwyciężył CLKS Mazovia Ciechanów przed Ekopakiem Jatne Otwock i Tarpanem Mrocza.
W klasyfikacji województw zwyciężyli zawodnicy z Mazowsza, drugie miejsce zajęło woj. kujawsko-pomorskie, trzecie - dolnośląskie.
W klasyfikacji Sinclaira zwyciężył Marcin Dołęga (Ekopak Jatne Otwock), mistrz Polski w kategorii +105 kg.

## Wyniki
| Konkurencja: | Złoto:                                     | Wynik         | Srebro:                              | Wynik         | Brąz:                                   | Wynik         |
| 56 kg        | Maciej Przepiórkiewicz Ekopak Jatne Otwock | 204 (88+116)  | Maciej Kozina LZS Znicz Biłgoraj     | 203 (88+115)  | Marcin Kondziołka Unia Hrubieszów       | 195 (85+110)  |
| 62 kg        | Damian Wiśniewski Zawisza Bydgoszcz        | 256 (116+140) | Grzegorz Szymura HKS Szopienice      | 247 (112+135) | Paweł Skrzypczyński LKS Dobryszyce      | 227 (102+125) |
| 69 kg        | Marcin Dyka Śląsk Wrocław                  | 276 (125+151) | Krzysztof Zwarycz Flota Gdynia       | 274 (124+150) | Radosław Chlebosz Śląsk Wrocław         | 268 (120+148) |
| 77 kg        | Krzysztof Szramiak Budowlani Opole         | 351 (161+190) | Tomasz Zieliński Tarpan Mrocza       | 325 (145+180) | Roman Kliś Budowlani Opole              | 315 (140+175) |
| 85 kg        | Mariusz Rytkowski Mazovia Ciechanów        | 350 (160+190) | Adrian Zieliński Tarpan Mrocza       | 347 (162+185) | Sebastian Pawlikowski Mazovia Ciechanów | 320 (150+170) |
| 94 kg        | Bartłomiej Bonk Budowlani Opole            | 369 (168+201) | Krzysztof Fąfara Zawisza Bydgoszcz   | 355 (160+195) | Sylwester Kołecki Ekopak Jatne Otwock   | 355 (163+192) |
| 105 kg       | Robert Dołęga Orlęta Łuków                 | 389 (179+210) | Adam Kraska Górnik Polkowice         | 360 (155+205) | Daniel Dołęga Ekopak Jatne Otwock       | 360 (165+195) |
| +105 kg      | Marcin Dołęga Ekopak Jatne Otwock          | 436 (201+235) | Grzegorz Kleszcz Ekopak Jatne Otwock | 423 (187+236) | Mateusz Lendzioszek Ekopak Jatne Otwock | 400 (176+224) |